# گدخس
گدخس (به اسپانیایی: Godojos) یک دهستان در اسپانیا است که در استان ساراگوسا واقع شده‌است. گدخس ۱۶ کیلومتر مربع مساحت و ۶۰ نفر جمعیت دارد.